# Porto del Chioma
Il porto del Chioma si trova alla foce dell'omonimo torrente, nel comune di Rosignano Marittimo, proprio al confine con quello di Livorno, tra le località balneari di Quercianella e Castiglioncello.

## Caratteristiche
Si estende per circa mezzo ettaro. Sulla sponda destra del torrente Chioma, nel comune di Livorno, sono presenti una dozzina di posti barca per il circolo di pesca sportiva di Quercianella.
Alla sinistra invece si trova il porto di Chioma vero e proprio, che dispone di una trentina di posti barca (aumentati in estate per mezzo della posa di gavitelli); i fondali, piuttosto bassi, rendono adatto il porto solo alle piccole imbarcazioni di lunghezza massima 8 metri.
L'accesso risulta peraltro molto difficoltoso o impossibile con vento di libeccio sostenuto.
Il rimessaggio può essere effettuato all'aperto o in capannoni situati a monte della via Aurelia.